# Dassault Super Mystère B2
Pour les articles homonymes, voir B2.
Le Super-Mystère B2 (ou SMB2) est l'aboutissement d’une longue lignée de chasseurs issus de la formule du Dassault Ouragan. Premier avion supersonique en palier mis en service dans l'Armée de l'Air française, il est issu d’un développement du Super Mystère B1, équipé du réacteur SNECMA Atar 101 G et il a été construit à un peu moins de 180 exemplaires. Il est aussi le premier avion supersonique à entrer en production de série en Europe de l'Ouest.

## Conception
Devant les bons résultats du Super Mystère B1 et l’amélioration escomptée avec le Super-Mystère B2 dont le plan central a été agrandi, Marcel Dassault propose aux services officiels de fabriquer en série ce dernier appareil à la place des Mystère IV B commandés en 1954. L’avion dispose de quatre points d’emport sous la voilure, les deux points intérieurs étant la plupart du temps occupés par les réservoirs externes. Les ailes pèsent 1,1 tonne chacune.
Le 29 mars 1955, la DTIA (Direction technique et industrielle de l'Aéronautique) résilie le contrat des Mystère IV B et passe commande :
- de 100 Mystère IV A supplémentaires à réacteur Verdon.
- de 45 avions Super-Mystère B2 dont cinq appareils de présérie avec une cellule de Super-Mystère B1 équipée de réacteur Atar 101 G 32.

La commande de série est ultérieurement portée à 220, puis ramenée à 178 appareils livrés entre 1957 et 1959. Le SMB2 01 effectue un premier vol de 40 minutes à Melun-Villaroche, le 15 mai 1956, piloté par Gérard Muselli et franchit le mur du son sans l’aide de la postcombustion. 
Le premier vol d’un avion de série a lieu à Mérignac, le 26 février 1957. 
Dans un contexte de restrictions budgétaires, 154 appareils seulement sont livrés à l’Armée de l’Air, dont deux réservés pour servir de bancs d’essais volants du réacteur Snecma Atar 9 (Super-Mystère B4). En 1958, l’État d’Israël passe une commande de 24 avions.

## Carrière
Le SMB2 équipe trois escadres de chasse (5e, 10e et 12e) à partir de mai 1958. En novembre 1977, le dernier SMB2 de l’escadron de chasse 1/12 Cambrésis accomplit son ultime vol, clôturant ainsi 19 ans de bons et loyaux services au sein de l’Armée de l’Air. Une quinzaine d’appareils de cet escadron partent alors à l’école des techniciens de l’air de Rochefort. L'appareil no 90 12-YQ est affecté au Centre d'instruction militaire de la Cité de l'Air, sur la Base aérienne 122 Chartres-Champhol.
En Israël, les SMB2 sont d'abord désignés Sambad, puis renommés Sa’ar (tempête) après remotorisation avec des réacteurs américains Pratt & Whitney J52 sans postcombustion par IAI. Entre 1976 et 1977, 21 Super-Mystère B2 israéliens sont revendus au Honduras, où la force aérienne hondurienne les utilise jusqu’en janvier 1996.

## Engagements
Les SMB2 français ont été engagés lors de la guerre d'Algérie. Ils n'y étaient pas basés en permanence, mais détachés quelques jours depuis la métropole.
Les SMB2 israéliens participent aux guerres des Six Jours en 1967 et du Kippour en 1973.
Un SMB2 hondurien a abattu un Douglas DC-3 faisant du trafic de stupéfiants le 9 mars 1983. La flotte du Honduras est intervenue lors d'incidents de frontière avec le Nicaragua, et a abattu le 13 septembre 1985 soit un Mil Mi-8, soit un Mil Mi-24 et endommagé un second.

## Utilisateurs
- France

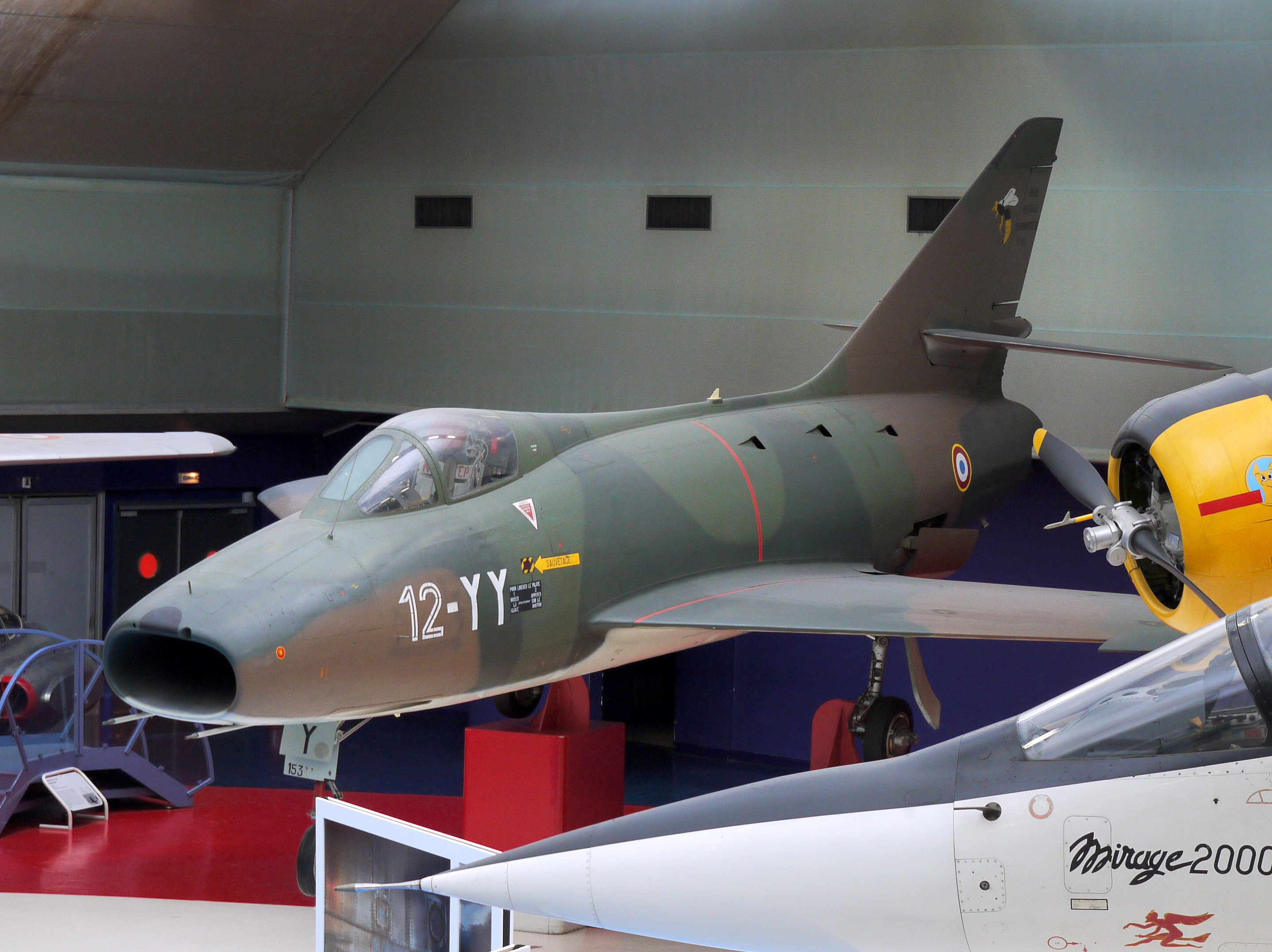
Un SMB2 au Musée de l'Air et de l'Espace du Bourget

  - 5e Escadre de chasse - Orange
    - Escadron de chasse 1/5 Vendée de février 1961 à août 1966
    - Escadron de chasse 2/5 Île-de-France d'avril 1961 à novembre 1966

  - 10e Escadre de chasse - Creil
    - Escadron de chasse 1/10 Valois de mai 1958 à juillet 1974
    - Escadron de chasse 2/10 Seine de décembre 1958 à septembre 1968

  - 12e Escadre de chasse - Cambrai
    - Escadron de chasse 1/12 Cambrésis de mai 1959 à novembre 1977
    - Escadron de chasse 3/12 Cornouaille d'août 1959 à novembre 1977
- Israël
  - 105 Squadron (Israel) (en)
- Honduras
  - Escuadrilla de Caza - Base Aérea Coronel Héctor Caracciolo Moncada de mi-1976 à janvier 1996

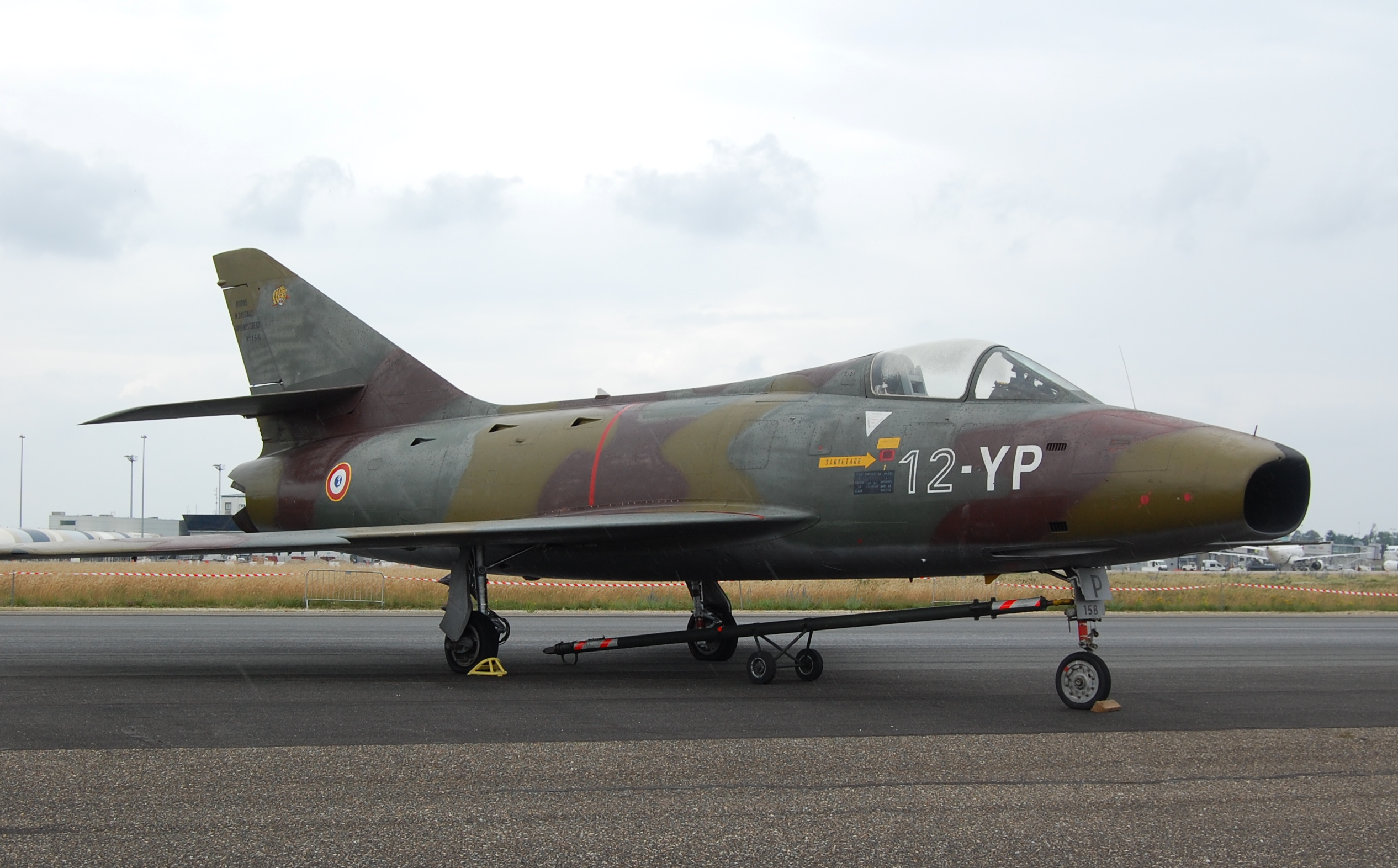
Un Super Mystère B2 aux 100 ans de l’aviation de Mérignac.
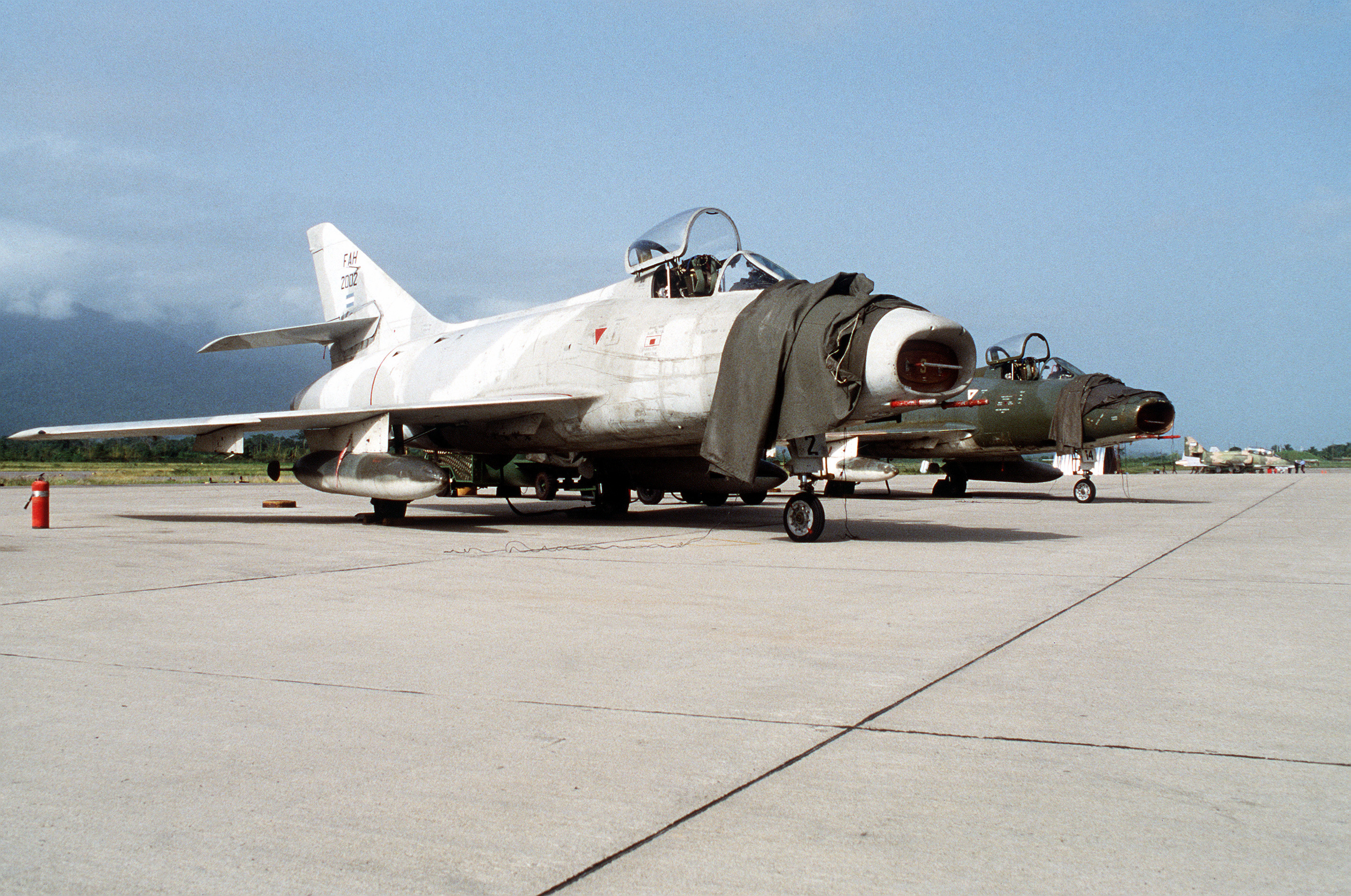
Deux Super Mystère B2 de la Force aérienne hondurienne (1988)

## Caractéristiques
Caractéristiques générales
- Équipage : 1
- Longueur : 14,13 m
- Envergure : 10,51 m
- Hauteur : 4,6 m
- Surface ailaire : 32,0 m2
- Poids à vide : 6 390 kg
- Poids charge maximale : 9 000 kg
- Poids maximal au décollage : 10 000 kg
- Capacité du réservoir : 2 000 kg
- Moteur : 1 × SNECMA Atar 101G-2
- Poussée : 33,3 kN
- Poussée avec postcombustion : 44,1 kN

Performances
- Vitesse maximale : Mach 1.03 en palier, Mach 1.4 en piqué
- Rayon d'action de combat : 870 km
- Rayon d'action en convoyage : 1,175 km
- Plafond : 17 000 m
- Vitesse ascensionnelle : 89 m/s
- Charge alaire : 281 kg/m2 (57,6 lb/ft2)
- Rapport poussée sur poids : 0.50

Armement
- Canons : 2 canons DEFA-552 avec 300 coups
- Roquettes non guidées : 2 pods de roquettes Matra avec 18 SNEB de 68 mm chacun
- Missiles : 2 Rafael Shafrir ou 2 AS-30L
- Bombes : 2 680 kg de charge réparties sur 4 points différents. Ces points permettent l'installation de différentes bombes, des éléments de reconnaissances, des réservoirs additionnels.